# San Silvestre Vallecana
La San Silvestre Vallecana est une course à pied de 10 kilomètres disputée tous les ans, le 31 décembre, depuis 1964, dans les rues de Madrid, en Espagne. En 2012, l'épreuve fait partie des IAAF Road Race Label Events dans la catégorie des « Labels d'argent ».

## Palmarès
- Record de la compétition

| Année | Vainqueur hommes      | Pays         | Vainqueur femmes         | Pays         |
| ----- | --------------------- | ------------ | ------------------------ | ------------ |
| 1964  | Jesús Hurtado         | Espagne      | Non disputée             | Non disputée |
| 1965  | Jesús Hurtado         | Espagne      | Non disputée             | Non disputée |
| 1966  | Mariano Haro          | Espagne      | Non disputée             | Non disputée |
| 1967  | Mohammed Gammoudi     | Tunisie      | Non disputée             | Non disputée |
| 1968  | Javier Álvarez        | Espagne      | Non disputée             | Non disputée |
| 1969  | Non disputée          | Non disputée | Non disputée             | Non disputée |
| 1970  | Mike Tagg             | Royaume-Uni  | Non disputée             | Non disputée |
| 1971  | Mike Tagg             | Royaume-Uni  | Non disputée             | Non disputée |
| 1972  | Roger Clark           | Royaume-Uni  | Non disputée             | Non disputée |
| 1973  | Mariano Haro          | Espagne      | Non disputée             | Non disputée |
| 1974  | Ian Stewart           | Royaume-Uni  | Non disputée             | Non disputée |
| 1975  | Fernando Cerrada      | Espagne      | Non disputée             | Non disputée |
| 1976  | Jim Dingwall          | Royaume-Uni  | Non disputée             | Non disputée |
| 1977  | Alastair Hutton       | Royaume-Uni  | Non disputée             | Non disputée |
| 1978  | Nat Muir              | Royaume-Uni  | Non disputée             | Non disputée |
| 1979  | Carlos Lopes          | Portugal     | Non disputée             | Non disputée |
| 1980  | Carlos Lopes          | Portugal     | Non disputée             | Non disputée |
| 1981  | Alex Hagelsteens      | Belgique     | Grete Waitz              | Norvège      |
| 1982  | Steve Harris          | Royaume-Uni  | Iciar Martínez           | Espagne      |
| 1983  | José Luis González    | Espagne      | Iciar Martínez           | Espagne      |
| 1984  | Dave Lewis            | Royaume-Uni  | Carmen Mingorance        | Espagne      |
| 1985  | Dave Lewis            | Royaume-Uni  | Mercedes Calleja         | Espagne      |
| 1986  | Antonio Leitao        | Portugal     | Carmen Valero            | Espagne      |
| 1987  | José Luis González    | Espagne      | Tania Merchieres         | Belgique     |
| 1988  | Gerry Curtis          | Irlande      | Carmen Mingorance        | Espagne      |
| 1989  | Arturo Barrios        | Mexique      | Carmen Fuentes           | Espagne      |
| 1990  | Ondoro Osoro          | Kenya        | Aurora Pérez             | Espagne      |
| 1991  | Ondoro Osoro          | Kenya        | Rosa Mota                | Portugal     |
| 1992  | Paul Bitok            | Kenya        | María Luisa Muñoz        | Espagne      |
| 1993  | Ondoro Osoro          | Kenya        | Sonia Escudero           | Espagne      |
| 1994  | Martín Fiz            | Espagne      | Montse Martínez          | Espagne      |
| 1995  | Enrique Molina        | Espagne      | Laura Jiménez            | Espagne      |
| 1996  | Isaac Viciosa         | Espagne      | Aurora Pérez             | Espagne      |
| 1997  | Alberto García        | Espagne      | Patricia Arribas         | Espagne      |
| 1998  | Fabián Roncero        | Espagne      | Patricia Arribas         | Espagne      |
| 1999  | Jon Brown             | Royaume-Uni  | Tereza Yohannes          | Éthiopie     |
| 2000  | Isaac Viciosa         | Espagne      | Patricia Arribas         | Espagne      |
| 2001  | Isaac Viciosa         | Espagne      | María Abel               | Espagne      |
| 2002  | Isaac Viciosa         | Espagne      | Marta Domínguez          | Espagne      |
| 2003  | José Manuel Martínez  | Espagne      | Marta Domínguez          | Espagne      |
| 2004  | Craig Mottram         | Australie    | Benita Johnson           | Australie    |
| 2005  | Eliud Kipchoge        | Kenya        | Paula Radcliffe          | Royaume-Uni  |
| 2006  | Eliud Kipchoge        | Kenya        | Jeļena Prokopčuka        | Lettonie     |
| 2007  | Josphat Kiprono Menjo | Kenya        | Vivian Cheruiyot         | Kenya        |
| 2008  | Tadesse Tola          | Éthiopie     | Marta Domínguez          | Espagne      |
| 2009  | Moses Masai           | Kenya        | Vivian Cheruiyot         | Kenya        |
| 2010  | Zersenay Tadese       | Érythrée     | Jessica Augusto          | Portugal     |
| 2011  | Hagos Gebrhiwet       | Éthiopie     | Tirunesh Dibaba          | Éthiopie     |
| 2012  | Tariku Bekele         | Éthiopie     | Gelete Burka             | Éthiopie     |
| 2013  | Leonard Komon         | Kenya        | Linet Masai              | Kenya        |
| 2014  | Mike Kigen            | Kenya        | Gemma Steel              | Royaume-Uni  |
| 2015  | Mike Kigen            | Kenya        | Linet Masai              | Kenya        |
| 2016  | Nguse Tesfaldet       | Érythrée     | Brigid Kosgei            | Kenya        |
| 2017  | Erick Kiptanui        | Kenya        | Gelete Burka             | Éthiopie     |
| 2018  | Jacob Kiplimo         | Ouganda      | Brigid Kosgei            | Kenya        |
| 2019  | Bashir Abdi           | Belgique     | Helen Tola Bekele        | Kenya        |
| 2020  | Daniel Simiu Ebenyo   | Kenya        | Yalemzerf Yehualaw Densa | Éthiopie     |
| 2021  | Mohamed Katir         | Espagne      | Degitu Azimeraw          | Éthiopie     |
| 2022  | Joshua Cheptegei      | Ouganda      | Prisca Chesang           | Ouganda      |
| 2023  | Berihu Aregawi        | Éthiopie     | Ababel Yashaneh          | Éthiopie     |
| 2024  | Berihu Aregawi        | Éthiopie     | Marta García             | Espagne      |